# Cheick Modibo Diarra

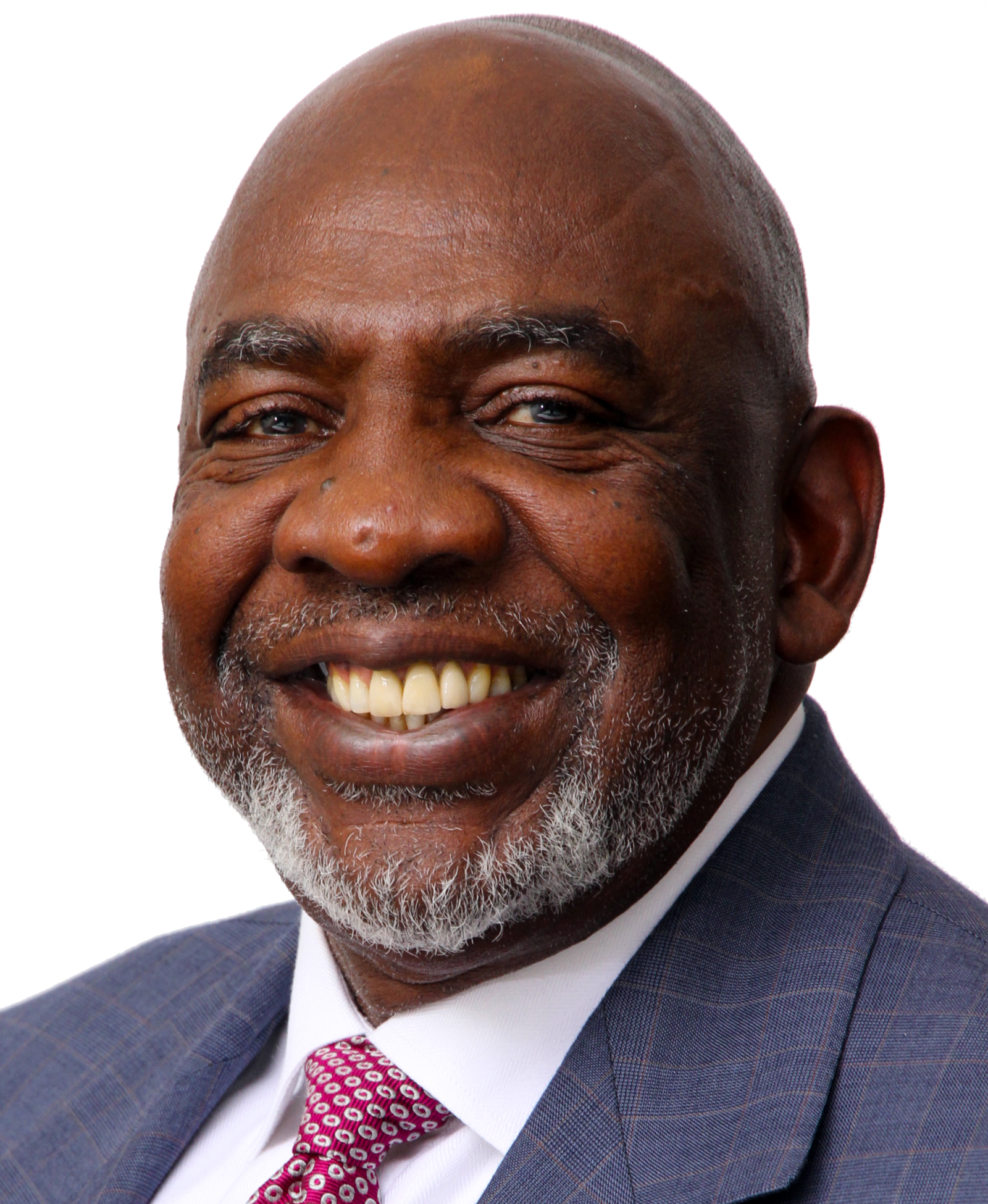
Cheick Modibo Diarra

Cheick Modibo Diarra (* 1952 in Nioro du Sahel) ist ein malischer Astrophysiker, Geschäftsmann und Politiker. Er war vom 17. April 2012 bis zum 11. Dezember 2012 Premierminister von Mali.

## Leben
Diarra wurde im Westen Malis nahe der Grenze zu Mauretanien geboren. Er ist der Schwiegersohn des ehemaligen malischen Präsidenten Moussa Traoré. Nach Beendigung seiner Schulausbildung in Mali studierte er Mathematik und Physik an der Universität Pierre und Marie Curie in Paris und anschließend Luft- und Raumfahrttechnik an der Howard University in Washington, D.C., wo er 1987 den Doktorgrad erwarb. Er arbeitete anschließend am Jet Propulsion Laboratory des California Institute of Technology („Caltech“), wo er an verschiedenen Raumfahrtprojekten der NASA beteiligt war. In dieser Zeit erwarb er auch die amerikanische Staatsbürgerschaft. Seine Herkunft aus Mali vergaß er jedoch nicht und ließ sich ab 1999 zeitweilig von seinen Verpflichtungen bei der NASA freistellen, um Entwicklungsprojekte in Mali anzustoßen. 2002 gründete er ein Labor in Bamako zur Nutzung der Solarenergie in Mali. Er war einer der Organisatoren des Weltbildungsforum in Dakar (World Education Forum, Forum mondial sur l'éducation) im April 2000 und des Afrikaforums in der Sitzung der UNESCO im November 2001. Seit dem 20. Februar 2006 war er Präsident von Microsoft Africa. Diesen Posten hatte er bis Ende 2011 inne.

### Politik

Sezession des Nordteils von Mali unter dem Namen Azawad (Stand: April 2012)

Am 6. März 2011 gründete er in Bamako die politische Partei Rassemblement pour le développement du Mali (RPDM, „Bewegung zur Entwicklung Malis“), um als deren Spitzenkandidat bei den für 2012 geplanten Präsidentschaftswahlen in Mali antreten zu können.
Nach dem Ausbruch der Unruhen und der Sezession des Nordteils von Mali unter dem Namen Azawad wurde Diarra durch die seit dem Putsch im März 2012 regierende Militärregierung am 17. April 2012 zum Premierminister einer malischen Übergangsregierung ernannt. Die von ihm gebildete Regierung der nationalen Einheit hatte als erstes Ziel die Wiederherstellung der staatlichen Ordnung in allen Teilen des Landes und die anschließende Abhaltung von freien Wahlen.
Nach einer Festnahme durch Militärs am 10. Dezember 2012 erklärte Modibo Diarra am Morgen des 11. Dezember in einer Erklärung im staatlichen Fernsehen seinen Rücktritt und den Rücktritt seines gesamten Kabinetts.
Diarra nahm bei der Präsidentschaftswahl in Mali 2013 als Kandidat seiner Partei RPDM teil. Er landete auf dem achten Platz.